# All We Know (The Chainsmokers)
All We Know è un singolo del duo musicale statunitense The Chainsmokers, pubblicato nel 2016 e realizzato insieme alla cantante statunitense Phoebe Ryan.

## Tracce
- Download digitale

1. All We Know – 3:14